# Manuel Castillo Quijada
Manuel Castillo y Quijada (Madrid, 1869-México, 1964) fue un escritor, periodista y profesor español.

## Biografía
Era natural de Madrid, donde nació en 1869. Licenciado en Filosofía y Letras, se avecindó en Cáceres en 1897, con motivo de haber sido nombrado catedrático de francés del Instituto General y Técnico de la provincia, del que fue desde 1901 y durante muchos años director.  Al poco de llegar a Cáceres se contó entre los fundadores de la Revista de Extremadura, además de fundar también el periódico El Noticiero, del que llegó a ser director. Fue miembro del Cuerpo de Archiveros, Bibliotecarios y Anticuarios y autor, entre otras, de obras como La clasificación bibliográfica decimal, un Análisis gramatical y una edición crítica del Libro de las claras e virtuosas mugeres, de Álvaro de Luna, condestable de Castilla, además de varios folletos y discursos. Castillo, que falleció exiliado en México en 1964, tiene en Cáceres una calle con su nombre.